# 擬人化

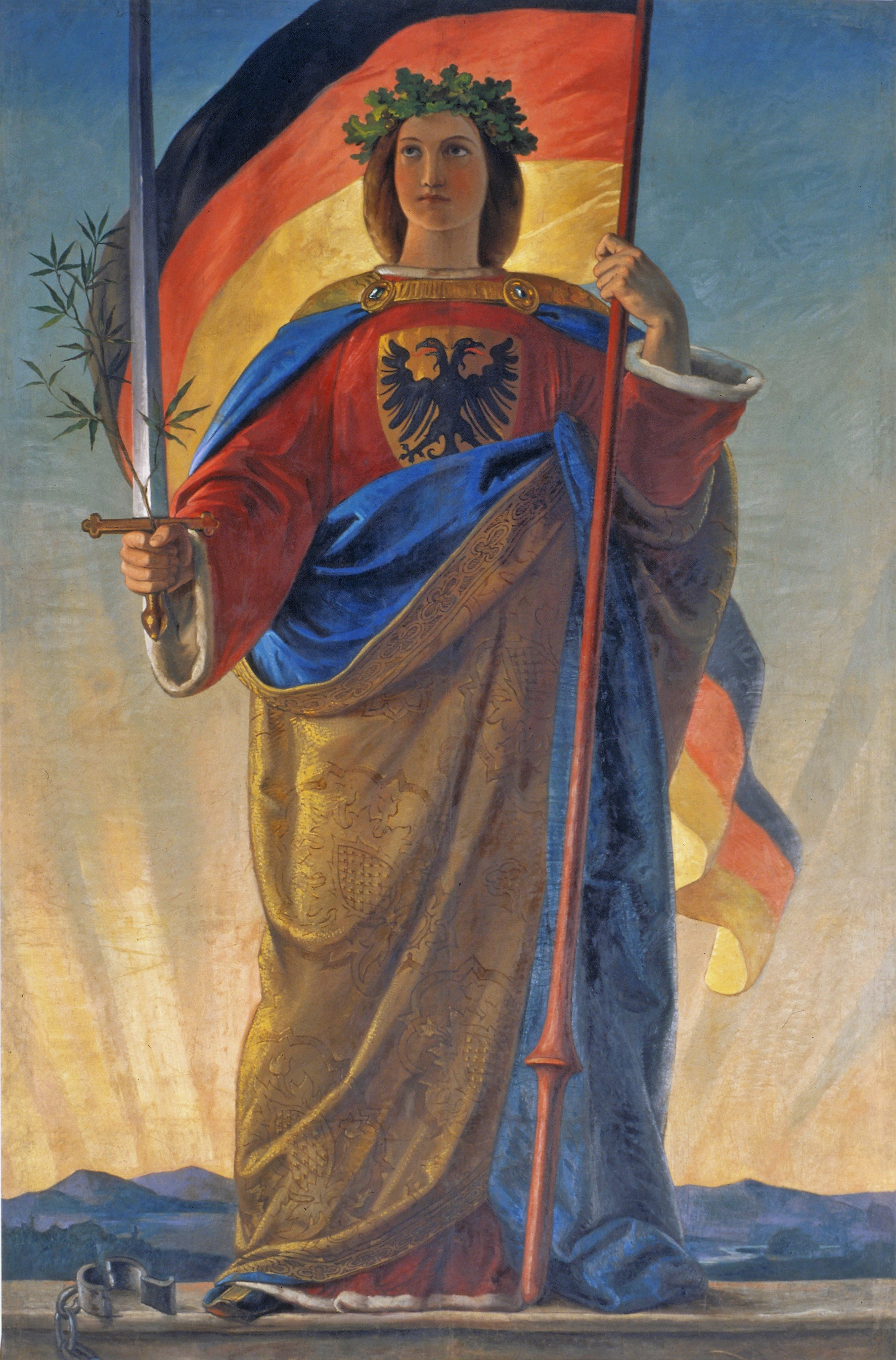
フィーリプ・ファイトのゲルマニア

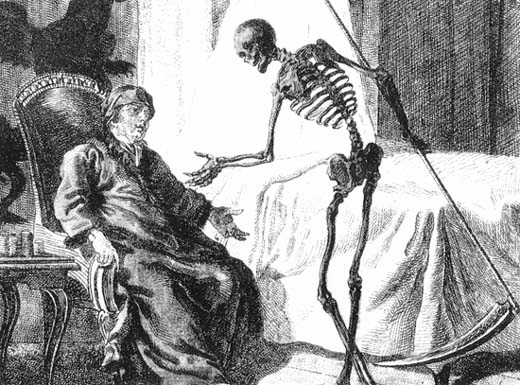
西洋の死の擬人化 (死神) のイラスト

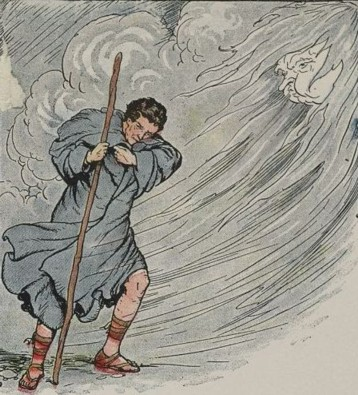
イソップ寓話「北風と太陽」のこのイラストでは、擬人化された「北風」が旅行者の外套を脱がそうとする

擬人化（ぎじんか、英: Personification）とは、人間以外のものを人物として、人間の性質・特徴を与える比喩の方法である。反意語として、人物を人間以外のものに比喩する擬獣化がある。

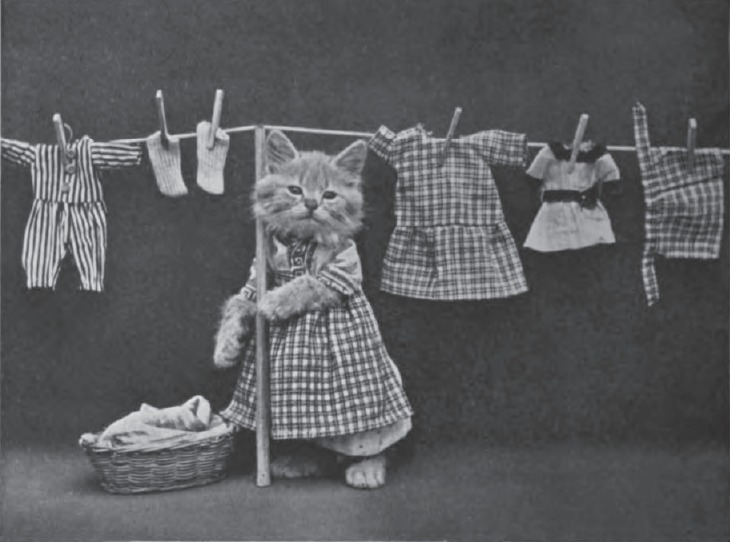
擬人化された猫の写真(ハリー・ウィッター・フリーズ撮影)

これらの性質・特徴には感覚、感情、願望、身振り、表現力、言語能力などがある。この擬人化の歴史は非常に古く、古代ギリシャの擬人法（Prosopopoeia）にまで遡る。擬人法の例として「鉛筆が手から飛んだ」、「木が私の車の前の道に飛び跳ねた」、「凶悪なしかめっ面をして、暗雲が不満を怒鳴りつけた」など擬人化は詩や他の芸術でも幅広く使われる。
無生物の擬人化は感情的虚偽と呼ばれる比喩によく似ている。それとの間の決定的な違いは前者がはっきりと直接的に無生物に生命を与えているのに対し、後者は漠然とした仄めかしなことである。もう一つ関連する修辞技法に頓呼法がある。象徴として擬人化されたもの、すなわちそこに登場しない人物に対して話しかける技法でありこれらの修辞はあらゆる人間以外、特に動物や他の生き物を人間にする擬人化とは別々と理解できる。これらの修辞技法における動物や生き物は実際にはその言われている行動を行う事はできない。
擬人化の例はジョン・キーツの『秋に寄せて』で見ることができる。「のんびりと穀倉の床にすわって」、「ケシの香に眠気を誘われ」と秋の季節が擬人化されている。
擬人化は個人やマスメディアが政府や企業の動きを言う際の表現手段としても使われる。例えば「アメリカ、アラブ諸国への港湾会社売却を守る」（U.S. Defends Sale of Ports Company to Arab Nation）や「マイクロソフトSP2を越えた最後の時に当惑」（Microsoft embarrassed one final time over SP2）といった感じにメディアのヘッドラインなどの設定や漫画によく用いられる。
多くのフレーズやイメージが擬人化により親しまれている。その一つが「盲目の正義」（正義の女神）である。